# August von der Wense
August von der Wense (* 25. September 1854 in Verden an der Aller; † 9. Juni 1930 in Bad Kissingen) war Rittergutsbesitzer und Mitglied des Deutschen Reichstags.

## Herkunft
Seime Eltern waren der Landschaftsrat Adolf von der Wense (* 22. Januar 1824; † 7. Mai 1883) und dessen Ehefrau Mathilde Eleonore Julie Amalie von Rhöden (* 26. Oktober 1835; † 27. September 1907).

## Leben
Wense besuchte das Gymnasium in Verden und dann das Realgymnasium in Lüneburg. 1873 trat er als Avantageur in das Königlich sächsische 2. Jägerbataillon Nr. 13 ein, besuchte 1874 die Kriegsschule in Potsdam, wurde 1875 Offizier und war zuletzt Bataillonskommandeur im Königlich sächsischen 11. Infanterie-Regiment Nr. 139. Am 25. Juli 1900 nahm er als Major seinen Abschied um die Bewirtschaftung seines Ritterguts Holdenstedt im Kreise Uelzen zu übernehmen. Er machte umfangreiche Reisen ins Ausland: 1874 nach Italien, 1878 nach Ungarn, Siebenbürgen, 1883 nach Frankreich, 1884 Donauländer, Türkei, Griechenland, 1893 Norwegen und Schweden, 1898 Ägypten, Syrien, Kleinasien, Türkei, 1904 Nordafrika und Sizilien. Seit 1902 war er Mitglied des Preußischen Abgeordnetenhauses für den Kreis Uelzen, der freikonservativen Fraktion zugehörig. Er erhielt am 3. August 1903 den Charakter eines Oberstleutnants.
Von 1907 bis 1912 war er Mitglied des Deutschen Reichstags für den Wahlkreis Provinz Hannover 15 Lüchow, Uelzen, Dannenberg, Bleckede und die Deutsche Reichspartei. Im Ersten Weltkrieg wurde Oberstleutnant a. D. von der Wense reaktiviert und als Kommandeur des Landsturm-Infanterie-Regiments Nr. 41 verwendet.
Er wurde ausgezeichnet mit dem Königlich sächsischen Verdienstorden Ritterkreuz I. Klasse, dem Königlich sächsischen Albrechtsorden Ritterkreuz I. Klasse, dem Königlich Sächsischen Dienstauszeichnungskreuz, dem Fürstlich Reußischen Ehrenkreuz II. Klasse und dem Herzoglich Sachsen-Ernestinischen Ritterkreuz I. Klasse.

## Familie
Von der Wense heiratete am 1. Juni 1887 die Freiin Elisabeth Karoline Ida Georgine Albertine von Fritsch (* 15. Juli 1864). Das Paar hatte mehrere Kinder:
- Hermann Adolf (* 31. Dezember 1888), Rittmeister a. D. ⚭ 1918 Freiin Klara Marianne Helene von Rössing (* 21. November 1895)
- Mathilde Auguste (1890–1891)
- Karoline Luise Olga (* 12. Juli 1895) ⚭ 1914 Gottlob Karl von Nathusius (1884–1948), Herr auf Hundisburg
- Ada Agathe (* 7. November 1897) ⚭ 1918 Hans Joachim von Nathusius (1893–1945)
- Karl Gebhard Jürgen (* 9. Dezember 1900), Landwirt auf Emden
- Berta Frida Diana (* 29. Dezember 1910)